# Campionato armeno di calcio a 5 2007-2008
Il Campionato armeno di calcio a 5 2007-2008 è stato il decimo campionato di calcio a 5 dell'Armenia, patrocinato dalla Federazione calcistica dell'Armenia. Il campionato ha visto la terza affermazione della squadra capitolina del Polytekhnik Yerevan.

## Classifica finale
| Pos. | Squadra             | Pt | PG | PV | PN | PP | GF  | GS  |
| ---- | ------------------- | -- | -- | -- | -- | -- | --- | --- |
| 1    | Polytekhnik Yerevan | 67 | 24 | 22 | 1  | 1  | 295 | 122 |
| 2    | Tal-Grig Yerevan    | 54 | 24 | 18 | 0  | 6  | 194 | 84  |
| 3    | Erebuni Yerevan     | 47 | 24 | 15 | 2  | 7  | 236 | 168 |
| 4    | Europe Yerevan      | 42 | 24 | 14 | 0  | 10 | 227 | 147 |
| 5    | Gyumri              | 23 | 24 | 7  | 2  | 15 | 190 | 250 |
| 6    | Hrazdan             | 15 | 24 | 4  | 3  | 17 | 167 | 236 |
| 7    | Lernagorts          | 0  | 24 | 0  | 0  | 24 | 117 | 419 |
| 8    | Amik Yerevan*       | 0  | 0  | 0  | 0  | 0  | 0   | 0   |

*Amik Yerevan escluso dalla competizione